# غريسفيل (فلوريدا)
غريسفيل (بالإنجليزية: Graceville)‏ هي مدينة أمريكية تقع في ولاية فلوريدا. تبلغ مساحة هذه المدينة 11.4 (كم²)،ويبلغ عدد سكانها 2402 نسمة حسب إحصاء سنة 2010 م 2402.تشير إحصاءات سنة 2000م بأن الكثافة السكانية في هذه المدينة تقدر بـ(210.7) نسمة/كم2 